# Girolamo Chiti
Girolamo Chiti (* 19. Januar 1679 in Siena; † 4. September 1759 in Rom) war ein italienischer Komponist.

## Leben
Nach seiner theologischen und musikalischen Grundausbildung bei den Jesuiten wurde Girolamo Chiti Organist an der Marienkirche in Provenzana. Spätestens 1713 ließ er sich in Rom nieder und verdiente seinen Lebensunterhalt als Aushilfsmusiker und Komponist für Auftragsarbeiten. 1726 berief man Chiti in den Lateran und ernannte ihn dort zum Kapellmeister der Patriarchalbasilika San Giovanni in Laterano. Durch seine Kontakte zur Familie Corsini übernahm Chiti in der Capella Corsini wenig später ebenfalls das Amt des Kapellmeisters.
Chiti verfasste zwischen 1703 und 1748 eine Reihe musiktheoretischer Schriften und gilt neben Giuseppe Ottavio Pitoni und Giovanni Battista Martini als führender Musikgelehrter seiner Zeit. Zeit seines Lebens befasste er sich mit der Sichtung und der Abschrift alter Partituren. 1750 verschenkte er seine komplette Sammlung an Kardinal Neri Maria Corsini. Sie bildet als „Fondo Chiti“ den Grundstock der „Corsini-Bibliothek“.
Als Kapellmeister von San Giovanni hatte Chiti fortgesetzt neue Kompositionen für die Kirchenmusik vorzulegen. Dabei verwendete er sowohl den durchimitierten strengen Satz als auch den homophonen.
Dem Gesang setzte er „häufig Begleitinstrumente hinzu, die nicht nur zur Stimmverstärkung dienen, sondern selbständig geführt werden. Bei größeren Formtypen wie Messen übernimmt ein kleines Instrumentalensemble die Begleitung. Ein Kuriosum ist das Te Deum mit Böllerschüssen“.